# WWE百萬冠軍
WWE百萬冠軍（英語：WWE Million Dollar Championship）是隸屬於世界摔角娛樂的一冠軍項目。於1989年成立，於2010年11月15日退役。WWE百萬冠軍腰帶是用氧化鋯立方體鍍金而成，且腰帶背後有插入三個微小的鑽石。WWE百萬冠軍腰帶花費了125,000美元左右。